# Ottoiomorpha
Ottoiomorpha is een uitgestorven orde in de taxonomische indeling van de peniswormen (Priapulida).